# مارتین هاشک
مارتین هاشک (چکی: Martin Hašek؛ زادهٔ ۱۱ اکتبر ۱۹۶۹) بازیکن سابق و مربی فوتبال اهل جمهوری چک است.
از باشگاه‌هایی که در آن بازی کرده‌است می‌توان به باشگاه فوتبال اشتورم گراتس، باشگاه فوتبال اسپارتا پراگ، باشگاه فوتبال اسلوان لیبرتس، باشگاه فوتبال آستریا وین، و باشگاه فوتبال دینامو مسکو اشاره کرد.
وی همچنین در تیم ملی فوتبال جمهوری چک بازی کرده‌است.